# Hřib nádherný
Hřib nádherný (Boletus spretus Bertéa 1988) je nejedlá hřibovitá houba ze sekce Fragrantes. Vyskytuje se v teplých oblastech, především v jihoevropském Středomoří a také v Poltáru na Slovensku. Tvoří mykorhizu s duby a kaštanovníkem setým, roste na alkalických až neutrálních půdách.